# Sierra Leone aux Jeux olympiques d'été de 2008
La Sierra Leone participe aux Jeux olympiques d'été de 2008 à Pékin.

## Athlètes engagés

### Athlétisme

#### Hommes
| Athlète       | Épreuve    | Séries   | Séries | Quarts de finale | Quarts de finale | Demi-finales | Demi-finales | Finale   | Finale |
| Athlète       | Épreuve    | Résultat | Rang   | Résultat         | Rang             | Résultat     | Rang         | Résultat | Rang   |
| ------------- | ---------- | -------- | ------ | ---------------- | ---------------- | ------------ | ------------ | -------- | ------ |
| Solomon Bayoh | 200 mètres | 22 s 16  | 8e     | -                | -                | -            | -            | -        | -      |

#### Femmes
| Épreuve    | Athlète         | Séries   | Séries | Quarts de finale | Quarts de finale | Demi-finales | Demi-finales | Finale   | Finale |
| Épreuve    | Athlète         | Résultat | Rang   | Résultat         | Rang             | Résultat     | Rang         | Résultat | Rang   |
| ---------- | --------------- | -------- | ------ | ---------------- | ---------------- | ------------ | ------------ | -------- | ------ |
| 100 mètres | Michaela Kargbo | 12.54    | 7e     | -                | -                | -            | -            | -        | -      |

- Solomon Bayoh
- Michaela Kargbo

### Boxe
| Athlète      | Catégorie                | 16e de finale          | 8e de finale        | Quart de finale     | Demi-finale         | Finale              |
| Athlète      | Catégorie                | Adversaire Résultat    | Adversaire Résultat | Adversaire Résultat | Adversaire Résultat | Adversaire Résultat |
| ------------ | ------------------------ | ---------------------- | ------------------- | ------------------- | ------------------- | ------------------- |
| Saidu Kargbo | Poids mi-mouches (-48kg) | Maszczyk Défaite RSC 3 | -                   | -                   | -                   | -                   |